# Zootrop (companyia de teatre)
Zootrop va ser una companyia de teatre de titelles que inicià la seva trajectòria el 1989 amb Núria Mestres i Esther Cabacés i va funcionar fins al 1993. Zootrop donava especial importància a utilitzar el teatre de titelles com a mitjà d’expressió plàstica i visual. A la Catalunya de finals dels anys vuitanta i principis dels noranta va ser una aposta innovadora, al costat, entre d'altres, de L’Avexutxu, El Cau de L’Unicorn i la Cia. Teia Moner.

## Fundadores
Mestres, formada en Belles Arts, havia estudiat també mim i pantomima a l’Institut del Teatre de Barcelona, on als primers anys vuitanta també fou alumne del taller de marionetes de Harry V. Tozer. Com a titellaire, adquirí experiència treballant a la companyia Marionetas de Barcelona de Tozer el 1985. Per la seva banda, Cabacés fundà i fou integrant, del 1982 al 1986, del grup titellaire gallec Tanxarina, va rebre ensenyaments del reputat creador francès Philippe Genty i també va formar part de Marionetas de Barcelona.

## Trajectòria
El grup va crear i representar diversos espectacles adreçats exclusivament al públic infantil i familiar. El primer fou Esquitxos (1989), per a titelles de fil, al qual seguí En Cigró ve a l’escola, pensat exclusivament per a escoles bressol. El 1990, va estrenar En Groc, un espectacle de titelles de taula, petit format, intimista i proper, en què els cossos dels titelles eren les mans i els dits de les dues manipuladores. Aquesta proposta sense paraules va obrir a la formació les portes per viatjar pel món: Europa, part d’Àsia, Àfrica i Amèrica.
Finalment, el 1993, el tàndem de titellaires presentà Per un dimoni de pèl, el primer muntatge parlat del grup, realitzat amb tècnica mixta (bunraku, titelles de tija i ninots de guant) i basat en la versió de la rondalla dels germans Grimm Els tres pèls del diable que va fer l’escriptor Albert Mestres. Després d’aquest espectacle, cal donar ja per extinguida la formació. Les seves dues integrants iniciaren aleshores altres projectes. Núria Mestres va fundar la seva pròpia companyia i començà a actuar en solitari. Des de llavors, també ha col·laborat amb Pallassos sense Fronteres i Titelles per la Pau en diverses expedicions a camps de refugiats, fent actuacions i tallers, a més de treballar amb altres companyies (entre altres, L’Estenedor, Titelles Vergés, La Fanfarra i Pengim-Pengam) i construir titelles per a espectacles d'altres grups. Per la seva banda, Esther Cabacés va fundar, el 1998, juntament amb el també titellaire Nartxi Azkargorta, el grup Txo Titelles.